# Die Nacht der Dämonen (Film)
Die Nacht der Dämonen, auch Der Mörder und sein Lehrling, (Originaltitel: Apprentice to Murder) ist ein US-amerikanischer Thriller aus dem Filmjahr 1988 unter der Regie von Ralph L. Thomas mit Donald Sutherland, Chad Lowe und Mia Sara in den Hauptrollen. Der Film basiert lose auf einem Mord, der sich in den 1920er Jahren in York im US-Bundesstaat Pennsylvania ereignet hatte.

## Handlung
Der Film spielt in Pennsylvania im Jahr 1927 und erzählt die Geschichte von dem 16-jährigen Billy Kelly, der in der Gerberei seines alkoholkranken, gewalttätigen Vaters arbeitet. Er lernt den charismatischen Prediger und Heiler John Reese kennen, der behauptet, übernatürliche Kräfte zu besitzen und Powwow praktiziert, eine Form traditioneller Heilkunde, die aus volkstümlichen Heilritualen der Pennsylvania Dutch stammen – europäischen Einwanderern. Reese versucht eine Serie von mysteriösen Todesfällen und Gewaltakten zu stoppen, die die Gemeinde erschüttern.
Billys Freundin, Alice Spangler, träumt davon, mit Billy der Enge ihrer Kleinstadt zu entfliehen, doch Reese hält Billy durch seine manipulative Art zurück. Alice ist zunehmend besorgt über Billys wachsende Abhängigkeit von Reese und dessen fragwürdigen Methoden zwischen Aberglauben und Rationalität. Die Spannungen eskalieren, als Reese behauptet, dass ein Eremit, der angeblich einen Pakt mit dem Teufel geschlossen hat, für eine mysteriöse Tierseuche verantwortlich sei. Reese überredet Billy, drastische Maßnahmen zu ergreifen.
Im Epilog erfährt der Zuschauer: „Billy Kelly saß fünf Jahre im Staatsgefängnis und zog dann nach New York City, wo er ein erfolgreicher Werbegrafiker wurde. Er und Alice heirateten. Der Powwow-Arzt John Reese verbüßte zwanzig Jahre im Staatsgefängnis und kehrte dann in seine Praxis zurück.“

## Produktion
Der vollständig in Norwegen gedrehte Film wurde von Howard K. Grossman unter dem englischen Arbeitstitel Long Lost Friend entwickelt und produziert, benannt nach einem Powwow-Buch. Die Produktion erfolgte durch Grossmans Produktionsfirma Hot International A.S.
Die Dreharbeiten begannen am 15. September 1986 in Bergen und sollten laut Screen International (Ausgabe vom 29. November 1986) ursprünglich bereits Anfang November abgeschlossen sein, verlängerten sich aber bis in den Winter hinein. Der Film wurde laut der Variety-Ausgabe vom 19. September 1986 und gemäß American Film Institute durch norwegische Investoren mit vier Millionen US-Dollar finanziert, spielte allerdings im Box Office lediglich 140.300 US-Dollar ein und in der Gesamtauswertung 466.369 US-Dollar.
1987 wurde der englische Titel auf Anregung seines Freundes John Briley, einem Oscar-prämierten Drehbuchautor, zu Apprentice to Murder geändert, nachdem dieser Grossman und den Filmregisseur Ralph L. Thomas in Grossmans Produktionsfirma besucht hatte, um ein weiteres Projekt zu besprechen.

## Veröffentlichung
Ursprünglich sollte der Film bereits am 6. November 1987 in die Kinos kommen. Die Premiere fand schließlich am 2. Januar 1988 in York im US-Bundesstaat Pennsylvania statt – sechzig Jahre nach dem echten Mord. Der offizielle Kinostart erfolgte am 26. Februar 1988 in Los Angeles und am 27. Februar 1988 in New York City im Verleih von New World Pictures. 1989 kam der Film in Norwegen in die Kinos und erschien für die Heimvideoauswertung auch auf Video. Am 5. November 2019 wurde der Film in den Vereinigten Staaten auf Blu-ray Disc veröffentlicht. Die Laufzeit wird je nach Schnittfassung und Quelle mit 92 bis 97 Minuten angegeben.
Im deutschen Fernsehen war der Film, der eine FSK-Einstufung von 16 besitzt, erstmals am 13. September 1994 unter dem Titel Der Mörder und sein Lehrling ungekürzt auf N3 zu sehen und 2001 auf RTL Zwei. Der Film ist auf verschiedenen Video-on-Demand-Plattformen als Abrufvideo verfügbar und wurde 2002 durch One World Entertainment und 2005 ungekürzt durch Best Entertainment auf DVD-Video veröffentlicht.

## Rezeption
Cinema meint, der Filme schwanke „irgendwo zwischen poetischem Sittengemälde und altmodischem Gruselfilm.“ Donald Sutherland spiele „erschreckend schwach“ und bewertet seine Schauspielleistung als „grausig“.

## Synchronisation
| Darsteller        | Rolle        | Synchronsprecher   |
| ----------------- | ------------ | ------------------ |
| Mia Sara          | Alice        | Maud Ackermann     |
| Chad Lowe         | Billy Kelly  | Frank Schaff       |
| Rutanya Alda      | Elma Kelly   | Gisela Fritsch     |
| Donald Sutherland | John Reese   | Christian Brückner |
| Eddie Jones       | Tom Kelly    | Gerd Duwner        |
| Knut Husebø       | Lars Hoeglin | Lothar Blumhagen   |
| Tiger Haynes      | Rufus        | Joachim Nottke     |
| Mert Hatfield     | Sheriff      | Arnold Marquis     |